# Graphium phidias
Graphium phidias is een vlinder uit de familie van de pages (Papilionidae). De wetenschappelijke naam van de soort is voor het eerst geldig gepubliceerd in 1896 door Charles Oberthür.